# Peumerit-Quintin
Peumerit-Quintin (bret. Purid-Kintin), miejscowość i gmina we Francji, w regionie Bretania, w departamencie Côtes-d’Armor.
Według danych na rok 1990 gminę zamieszkiwały 162 osoby, a gęstość zaludnienia wynosiła 11 osób/km² (wśród 1269 gmin Bretanii Peumerit-Quintin plasuje się na 1008. miejscu pod względem liczby ludności, natomiast pod względem powierzchni na miejscu 675.).